# محاكمات أينزاتسغروبن
محاكمات أينزاتسغروبن (رسميًا، الولايات المتحدة الأمريكية ضد أوتو أولندورف، وآخرون. كانت المحاكمة التاسعة عشر لجرائم الحرب التي أجرتها السلطات الأمريكية في منطقة احتلالها بألمانيا في نورمبرج بعد نهاية الحرب العالمية الثانية. تم إجراء جميع هذه المحاكمات الإثني عشر أمام المحاكم العسكرية الأمريكية، وليس أمام المحكمة العسكرية الدولية. وقعوا في نفس الغرف في قصر العدل. تُعرف المحاكمات الأمريكية الإثني عشر مجتمعة باسم «محاكمات نورمبرغ اللاحقة» أو، بشكل أكثر رسمية، باسم «محاكمات مجرمي الحرب أمام محاكم نورمبرغ العسكرية» (NMT).

## القضية
كانت أينزاتسغروبن فرق الموت المتنقلة التابعة لشوتزشتافل (SS)، التي تعمل وراء الخط الأمامي (خلف الجبهة) في أوروبا الشرقية التي تحتلها النازية. من عام 1941 إلى عام 1945 وحده، قتلوا حوالي مليوني شخص؛ 1.3 مليون يهودي، ما يصل إلى 250.000 من الغجر، وحوالي 500000 «من البارتيزان»، والأشخاص ذوي الإعاقة، والمفوضين السياسيين، والسلاف، ومثليي الجنس وغيرهم.  المدعى عليهم الأربعة والعشرون في هذه المحاكمة كانوا جميعهم ضباطًا في أينزاتسغروبن وواجهوا تهمًا بالقتل الجماعي. ذكرت المحكمة في حكمها:
وكان القضاة في هذه القضية، الذين نظروا أمام المحكمة العسكرية II-A ، هم مايكل موسمانو (رئيس القضاة والضابط البحري) من ولاية بنسلفانيا، وجون جيه سبيت لألاباما، وريتشارد ديكسون لولاية كارولينا الشمالية. رئيس محامي الادعاء هو تيلفورد تايلور. وكان المدعي العام لهذه القضية بنيامين ب. فيرينكز. تم تقديم لائحة الاتهام في البداية في 3 يوليو ثم تم تعديلها في 29 يوليو 1947 لتشمل المدعى عليهم ستيمل وبراون وهاينش وستراوخ وكينجلهوفر وفون راديتزكي. استمرت المحاكمة من 29 سبتمبر 1947 حتى 10 أبريل 1948.